# Sons of Freedom
Sons of Freedom fueron una banda de rock alternativo canadiense de finales de los años 1980 y principios de los años 1990. La banda se formó en 1987 en Vancouver.
La banda tomó su nombre de un grupo activista político de Canadá. Era un grupo con alto contenido político.
La banda se separó en 1993, aunque se reunieron de nuevo por un corto espacio de tiempo en 1995 para hacer la gira de su disco de rarezas Tex.

## Discografía
Sons of freedom - 1988
Gump - 1991
Tex - 1995

## Miembros
- James Newton - voz
- Don Harrison - guitarra
- Don Binns - bajo
- Don Short - batería